# 小青洲

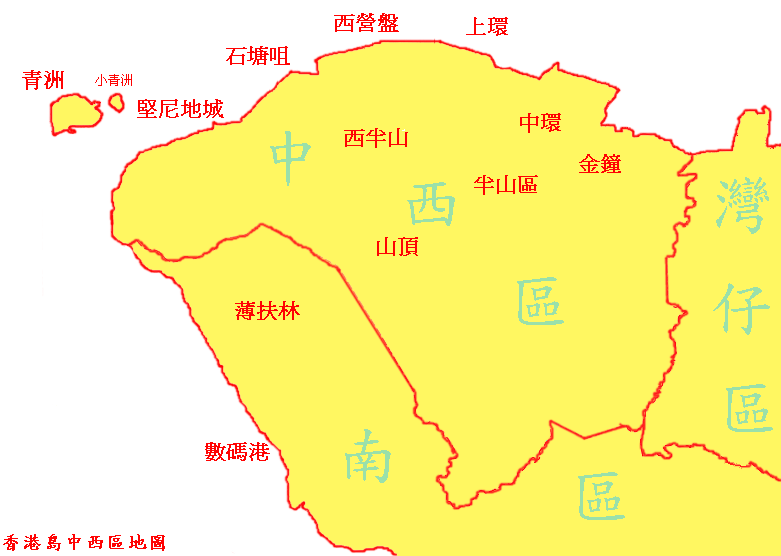
小青洲在圖中最左手邊青洲之旁的位置。

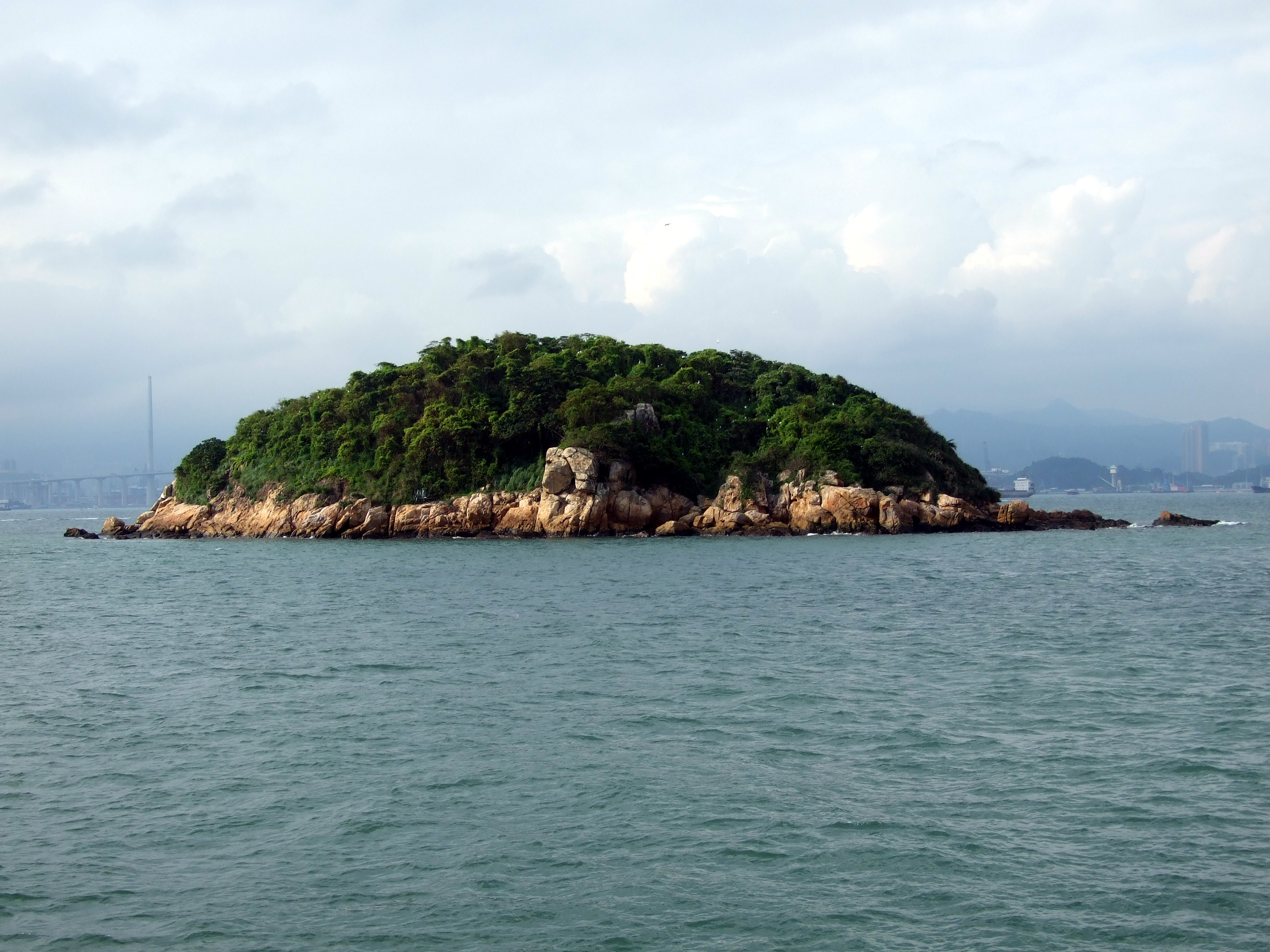
小青洲

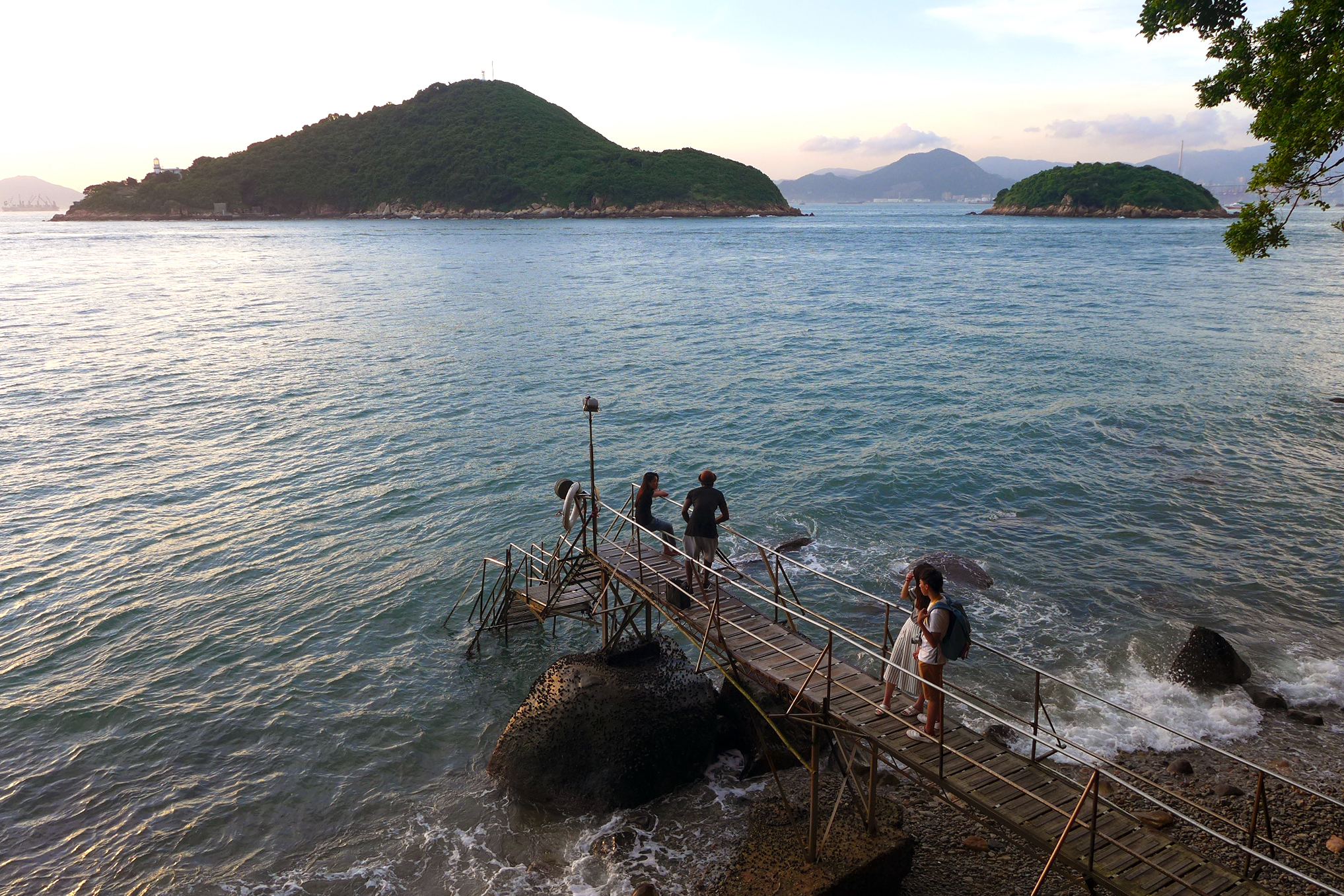
西環鐘聲泳棚及大小青洲

小青洲（英語：Little Green Island，亦作），是香港的一個島嶼，地區行政上屬於中西區，與西面的青洲合稱為大小青洲。位於香港島堅尼地城之西北，中間隔著硫磺海峽。
在香港的官方地圖中，小青洲的英文島名叫。
小青洲上並沒有居民居住。僅有一個氣象站，負責觀測維多利亞港以西海域上的天氣資料，供香港天文台日常運作及發出警報用。
小青洲雖小，但具有很豐富的生態資源，白腹海鵰在此地出沒，中西區區議會會議中提及過小青洲暫時不適合發展旅遊項目，因為如果容許大量旅客在島上活動，對島上生態會有一定破壞。